# Freikirchen in Ostfriesland

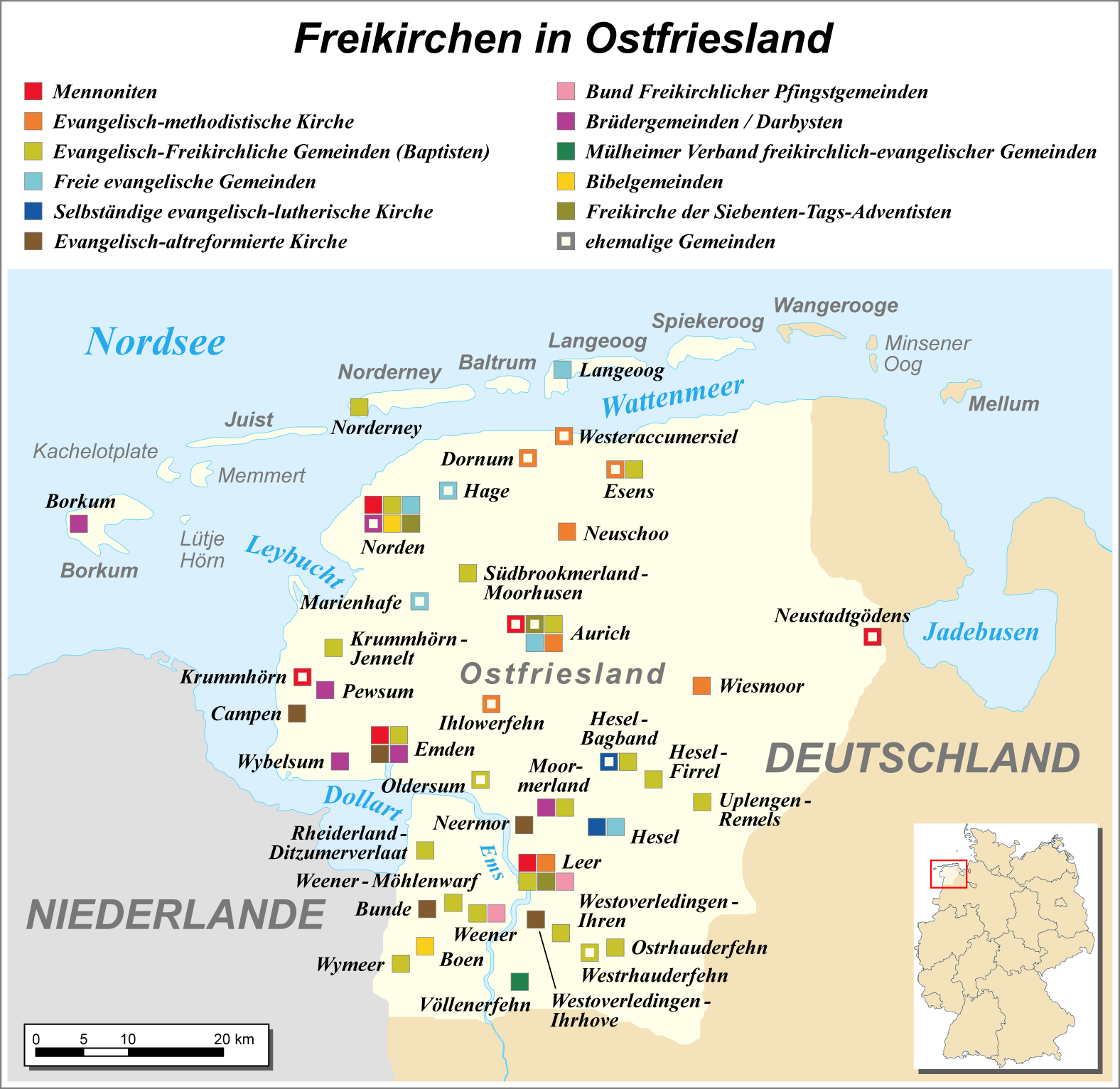
Freikirchen in Ostfriesland

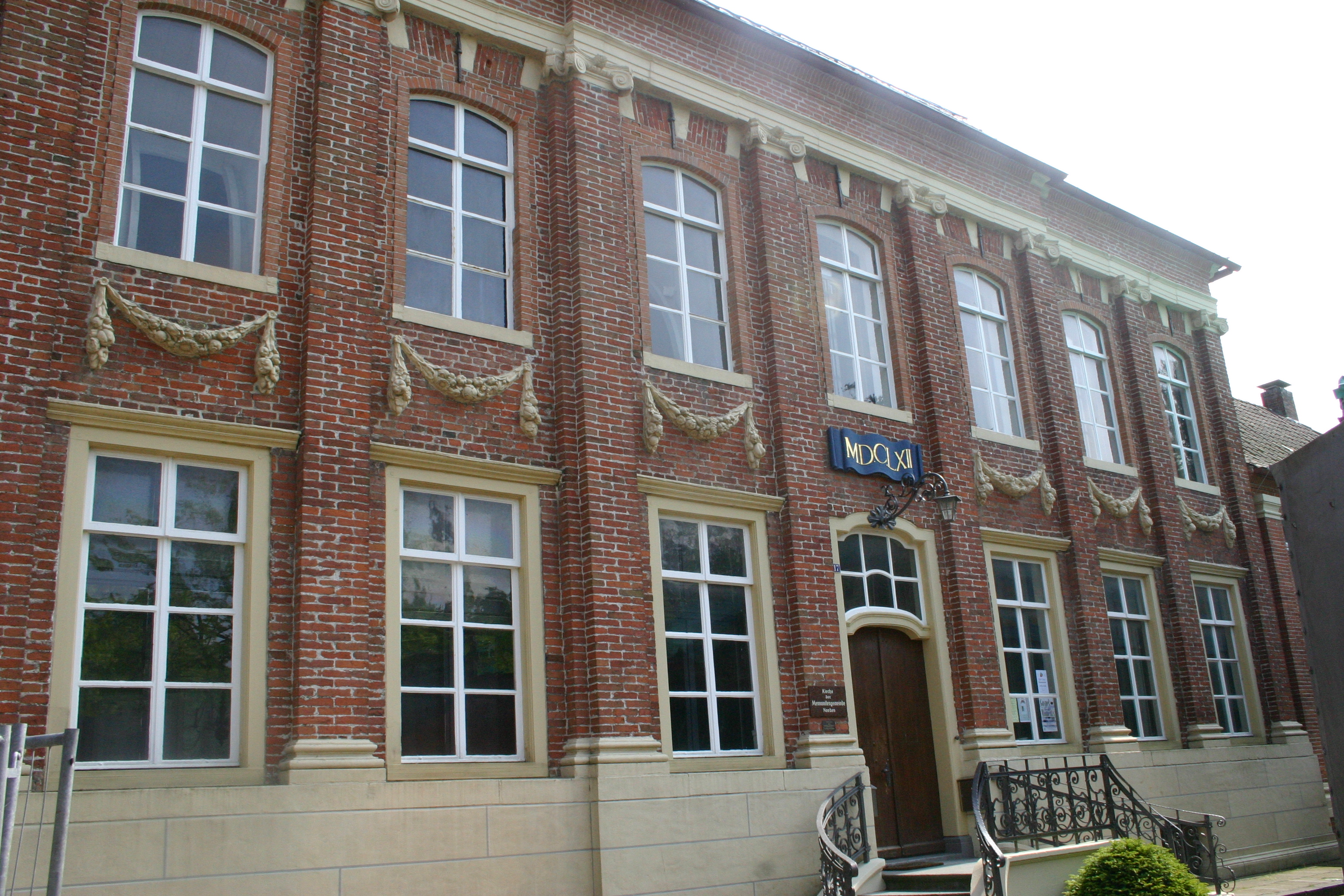
Mennonitenkirche Norden

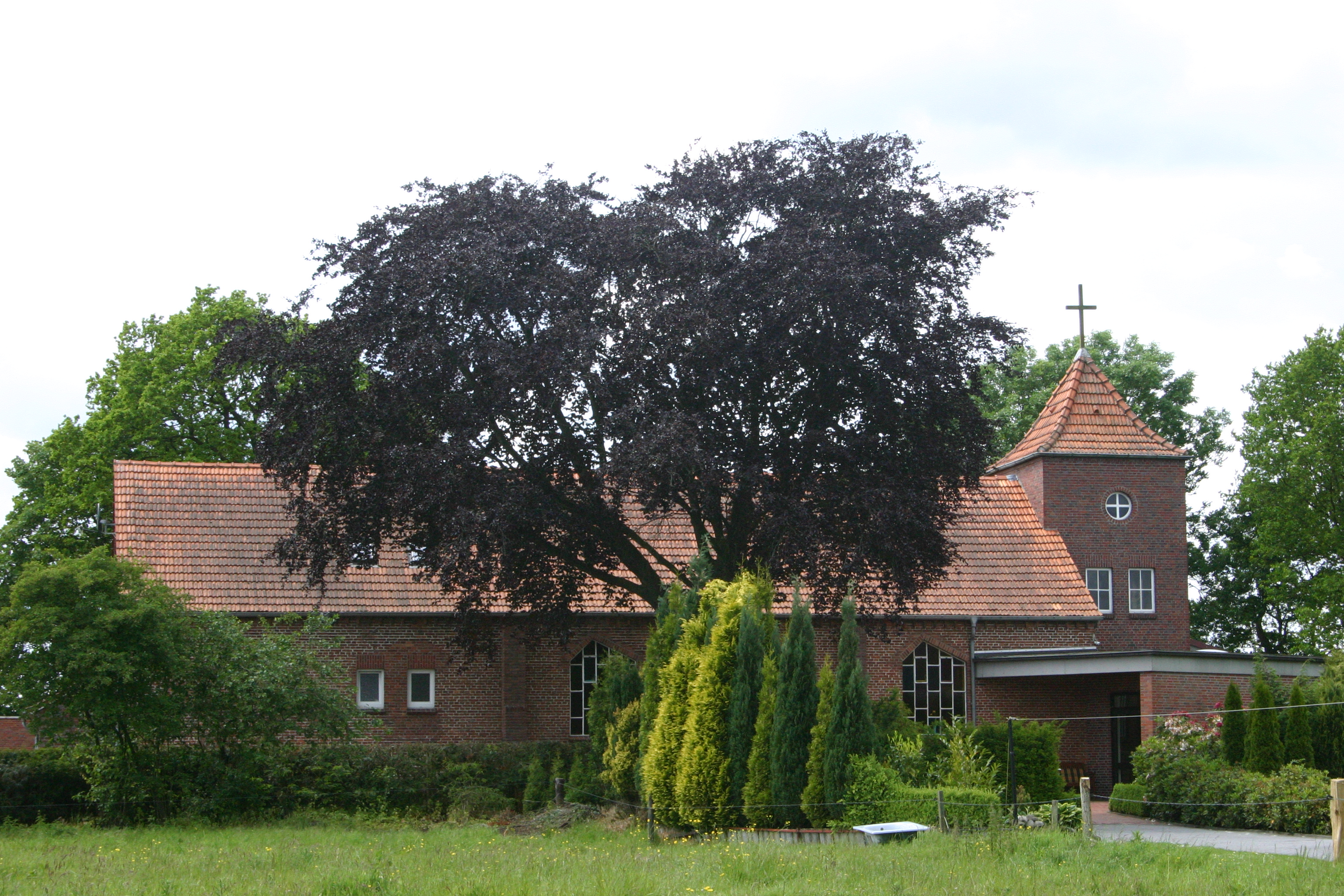
Methodistenkapelle Neuschoo

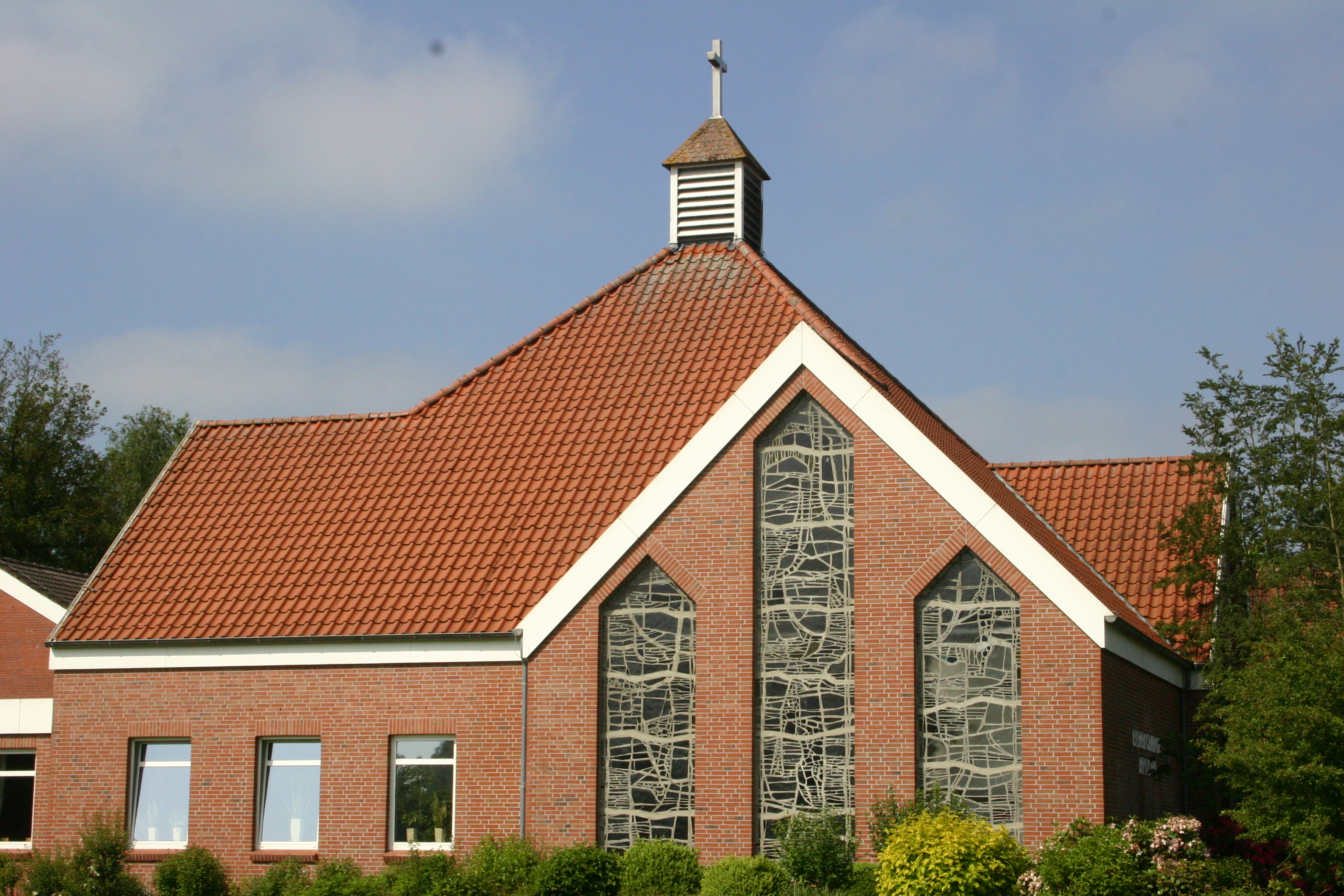
Evangelisch-Freikirchliche Baptistenkapelle Ihren

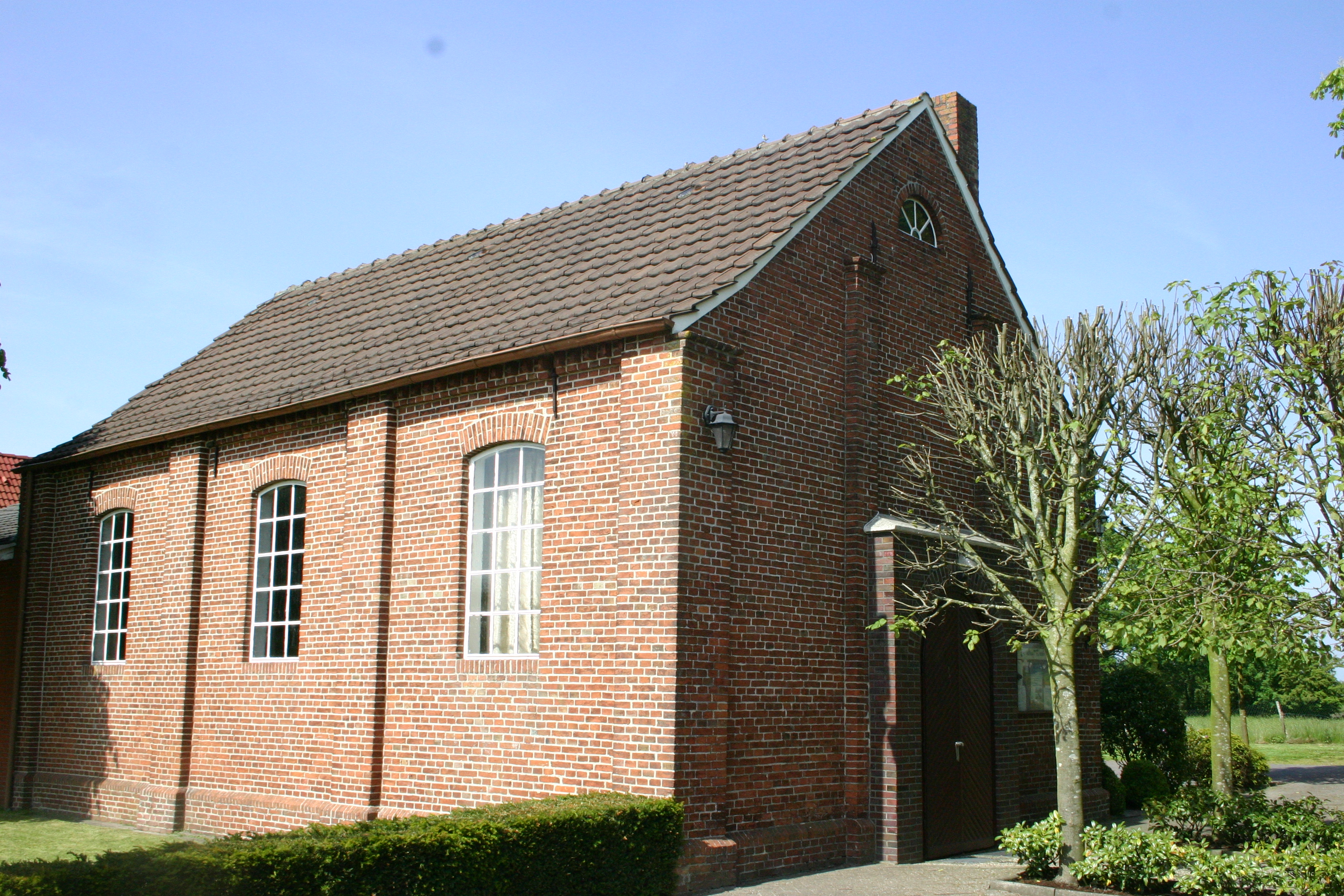
Altreformierte Kirche Neermoor

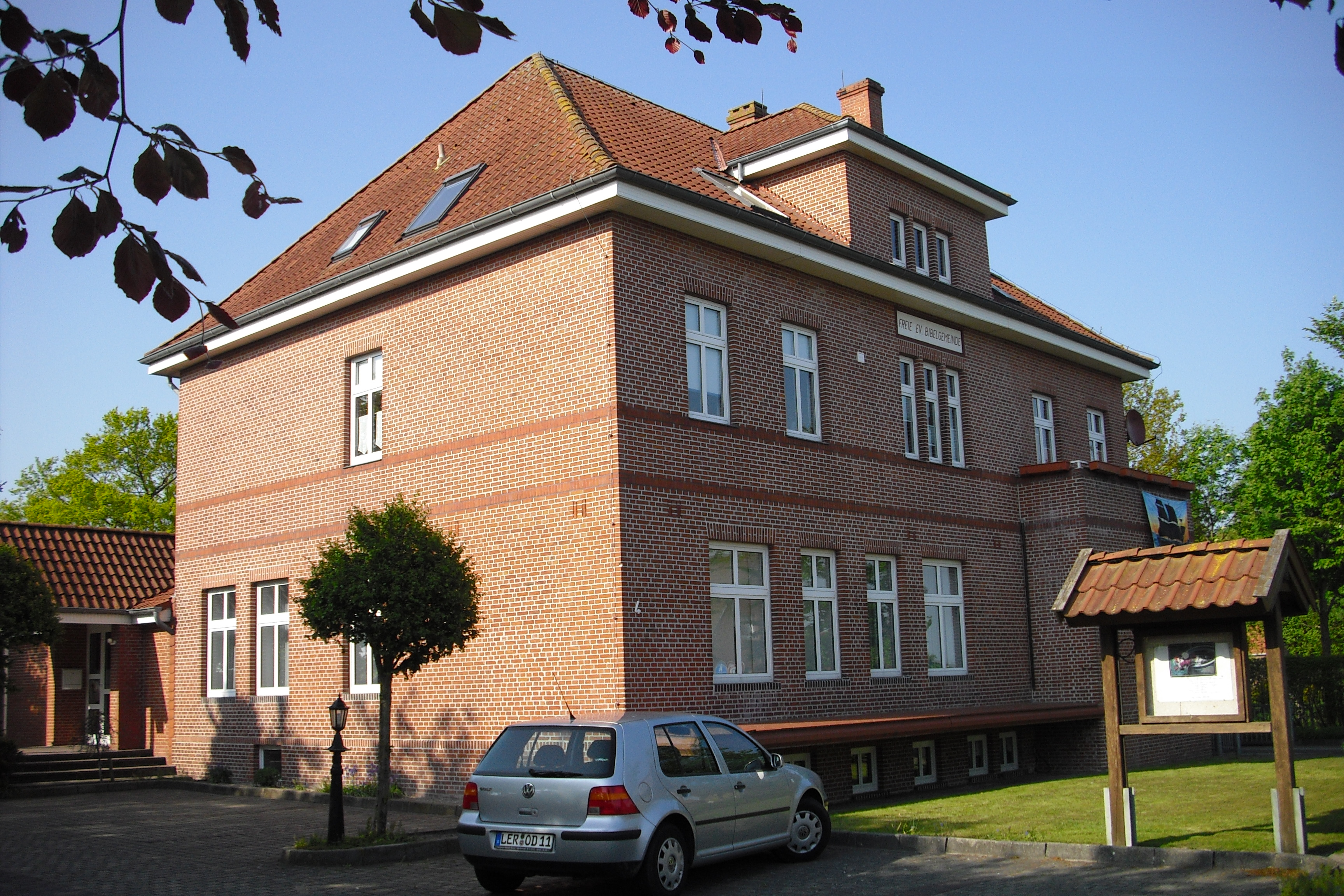
Bibelgemeinde Boen

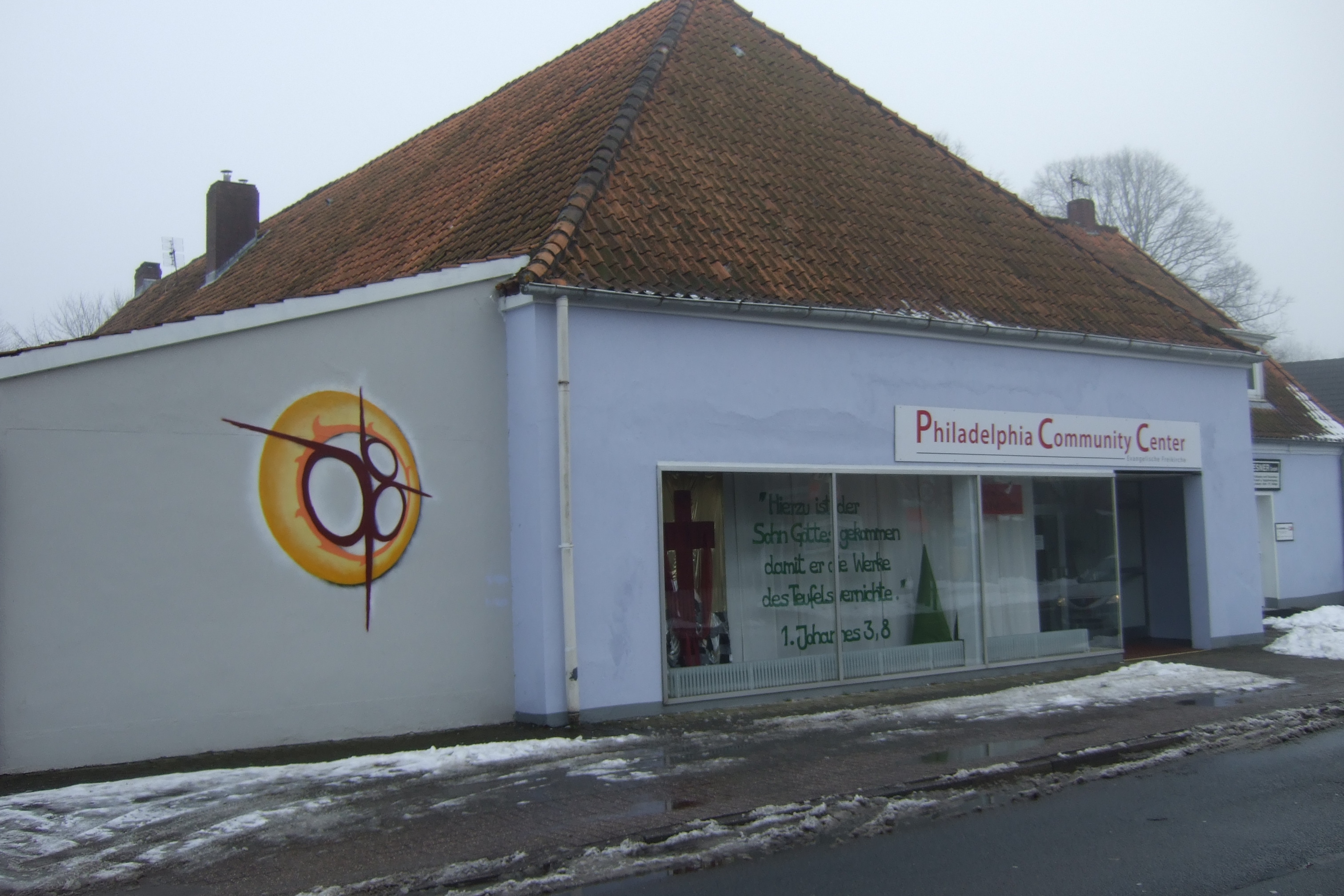
Philadelphia Community Norden

Freikirchen haben in Ostfriesland ein reges kirchliches Leben entfaltet. Rund 7000 Ostfriesen sind Mitglied einer evangelischen Freikirche. Rechnet man die in den meisten Freikirchen nicht mit erfassten Familienmitglieder und Freunde hinzu, so ist die genannte Zahl zu verdoppeln.

## Überblick
Die Geschichte der ostfriesischen Freikirchen reicht bis ins 16. Jahrhundert zurück. Die meisten ostfriesischen Freikirchen entstanden jedoch im 19. und 20. Jahrhundert.

### Mennoniten
Die erste Mennonitengemeinde in Ostfriesland entstand bereits 1530 in Emden. Sie gilt als erste norddeutsche Täufergemeinde. Ihre Entstehung geht auf den Reformator Melchior Hofmann zurück, der damals in der Emder Kirche predigte. Ein Teil dieser Gemeinde distanzierte sich jedoch schon bald von den apokalyptisch-chiliastischen Lehren Hoffmanns, die für die Katastrophe des Täuferreich von Münster (1534/1535) mit verantwortlich gemacht wurden.
Die Brüder Dirk und Obbe Philips sammelten ab 1534 die gewaltfreien Täufer um sich und gründeten Gemeinden, die sich vom Neuen Testament her legitimierten. Um 1536 stieß der frühere katholische Pfarrer Menno Simons zu den nach Obbe Philips benannten Obbeniten. Er stammte aus dem westfriesischen Witmarsum und prägte die jungen Gemeinden durch seine Führungsgabe und sein Organisationstalent. Bald wurden die Obbeniten Mennoniten genannt. Das missionarische Engagement Simons führte zu Gemeindegründungen im gesamten norddeutschen und niederländischen Raum. Neben der Gemeinde in Emden entstand 1540 die Mennonitengemeinde Leer und gut 15 Jahre später die Mennonitengemeinde Norden. Auch in Aurich, Krummhörn, Neustadtgödens und Oldersum gab es mennonitisch-täuferische Gemeinden. Durch den Druck Kaiser Karl V. wurden auch in Ostfriesland Mandate gegen die Täufer ausgestellt, die jedoch vor allem unter Gräfin Anna von Ostfriesland, die die reformierte Konfession angenommen hatte, kaum angewandt wurden.
Die drei ostfriesischen Gemeinden dieser Freikirche gehören zur Konferenz der nordwestdeutschen Mennonitengemeinden.

### Evangelisch-methodistische Kirche
Methodistische Christen gibt es im Ostfriesischen seit 1809. Allerdings kam es erst 57 Jahre später zur Gründung einer regulären Gemeinde. Dies geschah, als 1866 der Methodistenprediger Franz Klüsner nach Aurich kam und dort eine rege Missionstätigkeit entfaltete. In Ihlowerfehn, Neuschoo, Dornum und Westeraccumersiel entstanden Gemeinden mit zum Teil eigenen Kirchengebäuden. In Esens versammelten sich in den 70er Jahren des 19. Jahrhunderts zwischen 600 und 700 Menschen in der Turnhalle zum methodistischen Gottesdienst. Heute hat sich die Arbeit der Evangelisch-methodistischen Kirche auf Neuschoo, Aurich, Leer und Wiesmoor konzentriert.

### Baptisten/Evangelisch-Freikirchliche Gemeinden
Die erste ostfriesische Baptistengemeinde (heute: Evangelisch-Freikirchliche Gemeinde) wurde 1846 in Ihren gegründet. Diese Gemeinde wird zur baptistischen Missionszentrale für Ostfriesland und die nördlichen Niederlande. Ihre Wirkung reichte durch Auswanderer bis in die USA, wo ostfriesische Baptistengemeinden entstanden und bis heute noch existieren. In Ostfriesland arbeiten Evangelisch-Freikirchliche Gemeinden in folgenden Orten: Aurich-Rahe, Emden, Esens, Hesel-Firrel, Krummhörn-Jennelt, Leer, Moormerland-Veenhusen, Norden, Norderney, Rheiderland-Ditzumerverlaat, Ostrhauderfehn, Südbrookmerland-Moorhusen, Uplengen-Remels, Weener, Westoverledingen-Ihren und Wymeer. Diakonische Einrichtungen befinden sich unter anderem in Norden (Familienferienstätte „tohuus“, Bücher- und Begegnungszentrum „Lütje Hus“), in Weener und Neermoorpolder (Kindergarten). Die Evangelisch-Freikirchlichen Gemeinden Ostfrieslands und Frieslands sind in der Ems-Jade-Mission zusammengeschlossen.

### Freie evangelische Gemeinden (FeG)
Die Entstehungsgeschichte der ostfriesischen Freien evangelischen Gemeinden beginnt mit dem Jahr 1949. Freie evangelische Christen aus Schweden hatten durch eine beträchtliche Geldspende den Ankauf einer Kindererholungsstätte auf Langeoog möglich gemacht. Parallel dazu entwickelte sich in Norden und kurze Zeit später auch in Hage eine Gemeindearbeit, initiiert durch die Inlandmission der Freien evangelischen Gemeinden. 1979 kam es in Aurich nach einer Zeltmission zur Gründung einer weiteren Freien evangelischen Gemeinde, die 2007 die FeG Hesel als Tochtergemeinde gründete.

### Selbständige Evangelisch-Lutherische Kirche (SELK)
Die Gründung der ostfriesischen Evangelisch-Lutherischen Kreuzgemeinde in der Selbständigen Evangelisch-Lutherischen Kirche (SELK) fällt in die Zeit des Nationalsozialismus. In der Pfingstpredigt 1934 sagte der damalige landeskirchliche Pastor Herkens, der den Deutschen Christen nahestand: „Was Paulus vor einer Gemeinde voll Juden gepredigt hat, das kann ich nicht bringen vor einer Gemeinde erwachter Deutscher!“ Für den Landwirt Albert Kroon sen. und seine Ehefrau sowie für drei weitere Kirchenmitglieder war dieser Satz, das auslösende Moment einer Trennung von der evangelisch-lutherischen Volkskirche. Sie nahmen Kontakt mit der lutherischen Freikirche in Bremen auf, und bereits im Juli desselben Jahres fanden Gottesdienste der SELK im Wohnzimmer der Familie Kroon in Hesel-Bagband statt. Gut drei Jahre später weihte die inzwischen angewachsene Gemeinde ihr erstes eigenes Gotteshaus ein. In den Nachkriegsjahren kam es zur Gründung eines Altenheimes in Hesel. Dort befindet sich auch die 1972 erbaute neue Kirche der freikirchlichen Lutheraner. Diese Kirchengemeinde und das dazugehörige Altenheim gehören zum Kirchenbezirk Niedersachsen-West der SELK. Die SELK versteht sich heute als altkonfessionelle Kirche und nicht als Freikirche.

### Evangelisch-altreformierte Kirche (EaK)
In Ostfriesland gibt es fünf Evangelisch-altreformierte Gemeinden, in der Grafschaft Bentheim acht weitere. Gemeinden finden sich in Campen, Emden, Bunde, Ihrhove und Neermoor, die 1854–1861 gegründet wurden und insgesamt über 1000 Mitglieder haben (Bunde: 392, Campen: 230, Ihrhove: 210, Emden: 125, Neermoor: 71). Die ostfriesischen Gemeinden haben sich zum Synodalverband Ostfriesland zusammengeschlossen und bilden zusammen mit dem Synodalverband Bentheim die Synode der Evangelisch-altreformierten Kirche mit 7000 Mitgliedern insgesamt. Die Evangelisch-altreformierte Kirche ist nicht aus einer Erweckungsbewegung hervorgegangen, sondern ist eine Bekenntniskirche, die sich aufgrund der liberalen Theologie der Vorgängerkirche der Evangelisch-reformierten Landeskirche im 19. Jh. von dieser abgespalten hat. Von der Struktur her ist sie synodal-presbyterial aufgebaut, betont also die relative Selbstständigkeit der Ortsgemeinde. Die Altreformierten praktizieren Kindertaufe. Das Abendmahl wird viermal im Jahr gefeiert. Nach wie vor spielt der Heidelberger Katechismus eine bedeutende Rolle im Gottesdienst, kirchlichen Unterricht und der Frömmigkeitsprägung. Sonntäglich finden zwei Gottesdienste statt, die vor allem von der Wortverkündigung und dem Genfer Psalter geprägt sind.

### Bund Freikirchlicher Pfingstgemeinden (BFP)
Aktuell gibt es ca. 12 evangelische Freikirchen innerhalb des Bundes Freikirchlicher Pfingstgemeinden (BFP KdöR) im Raum Ostfriesland. In den letzten Jahrzehnten hat die Pfingstbewegung weltweit eine rasche Ausbreitung erfahren. Daher sind Pfingstgemeinden häufig multikulturell geprägt. Leiter der BFP Region Weser-Ems, zu der auch Ostfriesland gehört, ist Pastor Klemens Walser in Norden.

### Brüdergemeinden/Darbysten
Die Darbysten sind in Ostfriesland mit Versammlungen in Emden, Wybelsum, Leer, Moormerland-Warsingsfehn und auf Borkum vertreten. In Pewsum existiert seit neuerer Zeit eine Christliche Gemeinde, die aus der Brüdergemeinde Hamswehrum hervorgegangen ist. Die Gemeinde in Norden wurde 2007 mangels Gottesdienstbesucher aufgelöst.

### Mülheimer Verband Freikirchlich-Evangelischer Gemeinden (MV)
Die einzige ostfriesische Gemeinde dieses Verbandes (MV) befindet sich in Völlenerfehn bei Papenburg, nahe der „Grenze“ zum Emsland.

### Freikirche der Siebenten-Tags-Adventisten
In Neermoor befindet sich die einzige Adventistengemeinde Ostfriesland. Bei der Neermoorer Gemeinde  handelt es sich um die ehemalige Adventgemeinde Leer, die in der Zwischenzeit von Leer nach Neermoor gezogen ist. Die Gemeinde Norden, deren Anfänge bis zum Beginn des 20. Jahrhunderts zurückverfolgt werden konnten, wurde 2018 aufgelöst. Die Gemeinde Neermoor bildet mit der emsländischen Adventgemeinde Papenburg sowie mit der Gemeinde Nordhorn einen Bezirk.

### Unabhängige freikirchliche Gemeinden
In Ostfriesland existieren auch verschiedene freikirchliche Gemeinden, die keiner konfessionellen Organisation angehören. Sie sind entweder evangelikal oder charismatisch geprägt. Dazu gehören unter anderem die beiden ostfriesischen Bibelgemeinden. Sie entstanden in den 1980er Jahren, teilweise als Abspaltung von Evangelisch-Freikirchlichen Gemeinden. Sie vertreten eine stark evangelikale Lehre und gehören keiner übergemeindlichen Organisation an. Untereinander pflegen sie lose Kontakte. Zur Evangelischen Allianz und vor allem zur Ökumene halten sie Distanz. Ortsgemeinden befinden sich in Norden und in Boen bei Weener.
Charismatisch geprägt sind die Gemeinde am Mühlenweg und das eng mit dieser Gemeinde verbundene Missionswerk Christus für dich (Meierstraße, Leer-Loga). Die Gemeinde am Mühlenweg ist eine freie Gemeinde, die in den 1970er Jahren aus einer sozialdiakonischen Arbeit für Menschen in Krisensituationen entstanden und bis heute stetig gewachsen ist.
Ebenfalls charismatisch geprägt ist auch die Philadelphia Community an der Norder Schulstraße. Sie entstand in den 1990er Jahren und hat ihr Domizil in einem ehemaligen Fliesenfachgeschäft. Anfangs trug die Freikirche den Namen Gemeinde auf dem Weg.
Eine Gemeinde sogenannter Adventchristen befindet sich in Aurich. Sie ging aus der 1998 in Aurich gegründeten und 2011 aus dem adventistischen Landesverband Niedersachsen ausgeschlossenen Adventgemeinde hervor.